# Hotel Bretagne
Hotel Bretagne er et dansk hotel ved Hornbæk Sø i Hornbæk. Det genåbnede 1. april 2017. Det var lukket siden januar 2013.

## Historie
Den 1.530 m2 store hvide bygning ved søbrinken af Hornbæk Sø blev opført i 1897 af doktor A.C.P. Reiersen, som benyttede stedet som privat klinik og sin private bopæl. I april 1905 overtog Einar Brünniche bygningen og indrettede "Dr. E. Brünniches Privatklinik" , hvor det blev muligt at blive indlagt ved længerevarende sygdom. Blandt patienterne var P.S. Krøyer og Holger Drachmann. Drachmann døde på klinikken i januar 1908.

## Hotel
På grund af et stigende antal feriegæster i området blev Brünniches Privatklinik i 1932 ombygget til kursted og i 1937 indviet som Hotel Bretagne med restaurant og over 20 værelser.
Indtil udgangen af januar 2013 blev der drevet hotel i bygningen, hvor ejeren Hotel- og Konferencegruppen Nordsjælland, valgte at lukke Hotel Bretagne. I marts 2015 blev grunden og bygningen sat til salg for 17.000.000 kr. med 29 værelser i forskellige størrelser.
I efteråret 2015 købte erhvervsmanden Henrik Frederiksen hotellet. Frederiksen ejede i forvejen Molskroen og flere andre restauranter på Djursland. Frederiksen gik hurtigt i gang med en stor renovering, hvor det meste indendørs blev ryddet, og haveanlægget ned til søen blev istandsat. Den store renovering stod færdig i primo 2017, og forpagterparet Anne & Kasper Heebøll Harboe genåbnede Hotellet i april 2017.